# 거제문화예술회관
거제문화예술회관은 경상남도 거제시에 있는 문화 예술 시설이다.

## 연혁
- 2002년 11월 27일 거제시문화예술회관개관준비위원회설치운영조례 제정
- 2002년 12월 16일 개관준비위원회 실무기획단 구성 (단장:부시장, 행정3, 외부전문가 6)
- 2003년 1월 13일 문화예술회관 명칭 공모(거제문화예술회관)
- 2003년 7월 2일 거제시문화예술재단설립및운영에 관한조례 제정
- 2003년 8월 13일 (재)거제시문화예술재단 발기인 총회(거제시장 외 13명)
- 2003년 10월 4일 거제문화예술회관운영및관리조례 제정
- 2003년 10월 21일 거제문화예술회관 개관
- 2004년 9월 제1회 거제 전국합창경연대회 개최
- 2008년 8월 7일 ~ 8월 17일 제1회 블루거제페스티벌 개최
- 2009년 8월 5일 ~ 8월 25일 제2회 블루거제페스티벌 개최
- 2010년 6월 야외공연장 신설
- 2010년 8월 5일 ~ 8월 7일 제3회 블루거제페스티벌 개최
- 2010년 8월 14일 ~ 9월 18일 제1회 야외공연장 토요상설무대 개최
- 2011년 8월 4일 ~ 8월 6일 제4회 블루거제페스티벌 개최
- 2011년 8월 13일 ~ 10월 1일 제2회 야외공연장 토요상설무대 개최
- 2012년 8월 2일 ~ 8월 4일 제5회 블루거제페스티벌 개최
- 2012년 8월 11일 ~ 8월 25일 제3회 야외공연장 토요상설무대 개최
- 2013년 8월 1일 ~ 8월 3일 제6회 블루거제페스티벌 개최
- 2013년 8월 10일 ~ 8월 24일 제4회 야외공연장 토요상설무대 개최